# Al Saïd (navire)
L'Al Saïd est un yacht ayant appartenu au sultan d'Oman Qabus ibn Saïd, aujourd'hui propriété de la famille royale du sultanat d'Oman, ce dernier étant mort sans descendance. Il a été construit en 2008 aux chantiers Lürssen et Blohm & Voss en Allemagne. Il porte le nom de la dynastie régnant sur Oman. 
L'architecture navale a été conçue par Lurssen Yachts ; l'aménagement extérieur est de Espen Oeino, tandis que l'intérieur du yacht a été conçu par Redman Whiteley Dixon.
Plus grand yacht du monde l’année de sa construction, il occupe en 2016 la quatrième place de ce classement avec une longueur de 155 mètres.

## Caractéristiques
La coque de l'Al Saïd est en acier, tandis que sa superstructure est en aluminium. Sa longueur est de 155 mètres pour une largeur de 24 mètres et un tirant d'eau de 5,2 mètres. Il jauge 15 850 tonneaux.
Propulsé par deux moteurs diesels MTU à hélice d'une puissance totale de 21 992 chevaux (16 400 kW), le yacht atteint une vitesse de croisière de 22 nœuds avec une vitesse maximum de 25 nœuds.
L'Al Saïd peut accueillir 70 passagers et emploie un équipage de 154 personnes. Il dispose d'une piscine, d'un héliport et d'une salle de concert pouvant accueillir un orchestre de 50 musiciens.